# Droga krajowa nr 220 (Kostaryka)
Droga krajowa nr 220 (hiszp. Ruta Nacional Secundaria 220/Ruta 220) – jedna z dróg krajowych w Kostaryce. Znajduje się ona w prowincjach San José i Heredia.

## Opis
W prowincji San José droga krajowa nr 220 przebiega przez kanton Vázquez de Coronado (przez dystrykt Patalillo) oraz przez kanton Moravia (przez dystrykt La Trinidad).
W prowincji Heredia droga krajowa nr 220 przebiega przez kanton Santo Domingo (przez dystrykty San Miguel, Paracito i Pará).